# L'Or du Rhin (Yoko Tsuno)
Pour les articles homonymes, voir L'Or du Rhin (homonymie).
L'Or du Rhin est la vingt-quatrième histoire de la série Yoko Tsuno de Roger Leloup. Elle est publiée pour la première fois du no 2841 au no 2861 du journal Spirou, puis en album en 1993.

## Univers

### Synopsis
Yoko, alors qu'elle se trouve dans la cathédrale de Cologne avec Ingrid, rencontre une Japonaise étourdie, Minako. Elle découvre un pistolet dans son sac et du plastic dans le coffre de sa voiture... Elle laisse un message Rheingold (L'Or du Rhin) et Bahnhof (la gare) avant de s'évanouir. Les deux femmes se rendent à la gare et découvrent un train d'une autre époque, dans lequel un vieil adversaire de Yoko, Ito Kazuky, qui présente de sérieux troubles. Celui-ci organise un conseil d'administration dans le train Rheingold visant une fusion avec une société allemande, Minako étant sa traductrice, il demande à Yoko qui est bilingue de prendre sa place. Celle-ci intriguée accepte.
Le soir même elle est poussée d'un pont par un homme masqué et ne doit sa vie qu'au robot de Kazuky, Koshi. Durant le trajet, le docteur de Kazuki va mourir empoisonné et Kazuki se retrouve assommé par l'homme masqué. Yoko le retrouve inanimé et découvre l'invention de Kazuki : la salle du néant recouverte d'or. Celle-ci permet de faire disparaitre tout ce qui n'est pas en or. Arrivés au Château de Pfalzgrafenstein, on apprend que la construction de salles du néant est destinée à supprimer des milliers de têtes nucléaires. Puis l'homme masqué attaque encore et finit défenestré. Yoko découvre le visage de Kazuki sous le masque. Kazuki déclare que c'est son sosie mais Yoko reconnait le pouce noirci utilisé pour signer son testament. Le sosie démasqué prend la fuite en bateau. Minako déguisée en Koshi le fait alors exploser. Minako et Yoko héritant de la société de Kazuki, se refusent à construire une salle du néant.

### Personnages
| Trio                                                              | Alliés                                                                                        | Adversaires                                                          |
| ----------------------------------------------------------------- | --------------------------------------------------------------------------------------------- | -------------------------------------------------------------------- |
| - Yoko Tsuno - Pol Pitron Vic Vidéo n'apparaît pas dans cet album | - Rosée du matin - Ingrid Hallberg - Minako Yasuda - La Comtesse Olga - Docteur Haley - Taroo | - Ito Kazuky - Sosie d'Ito Kazuky - Ronald Mac Leen - Docteur Briggs |

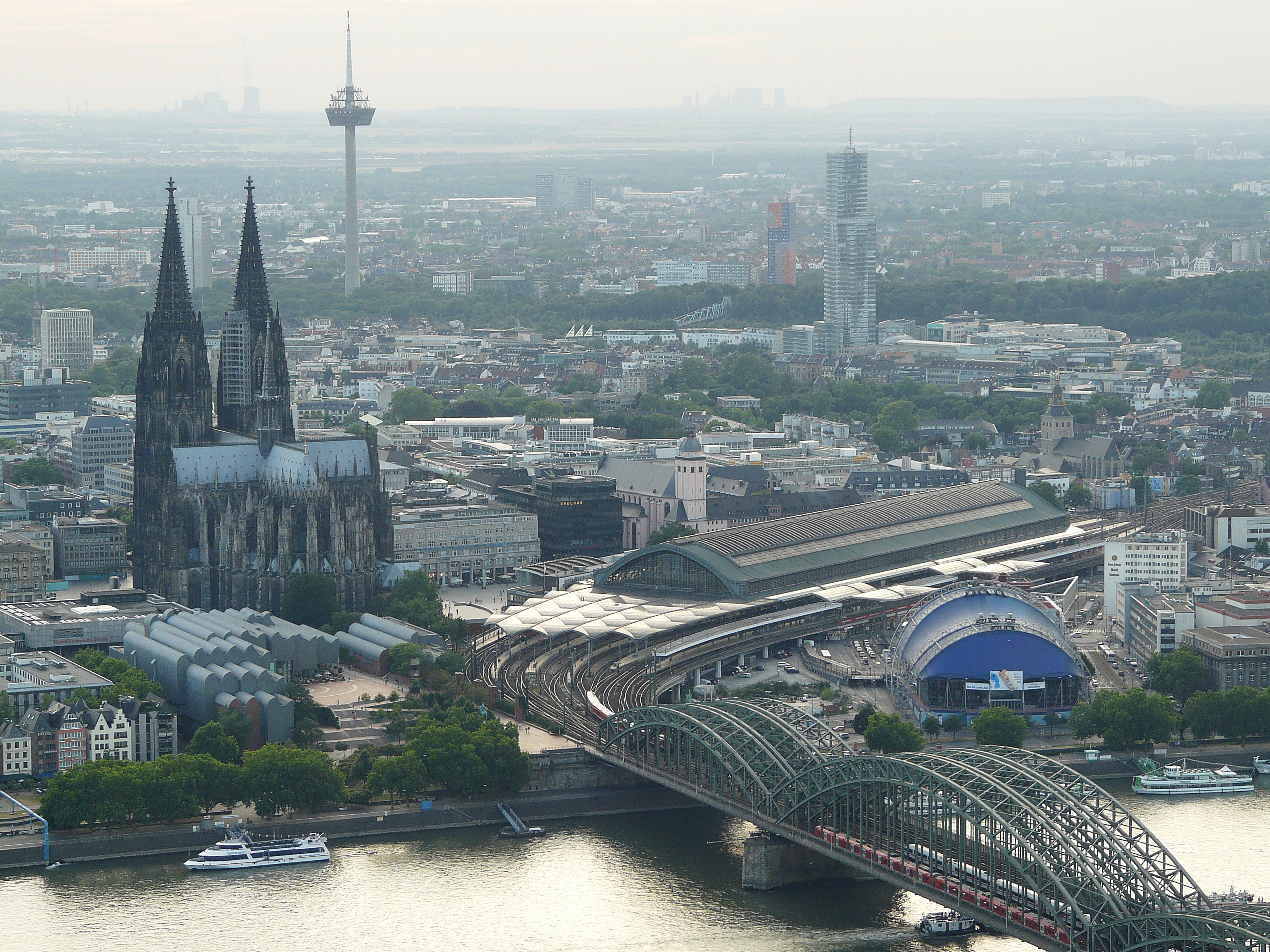
Dom, gare et pont sur le Rhin à Cologne.

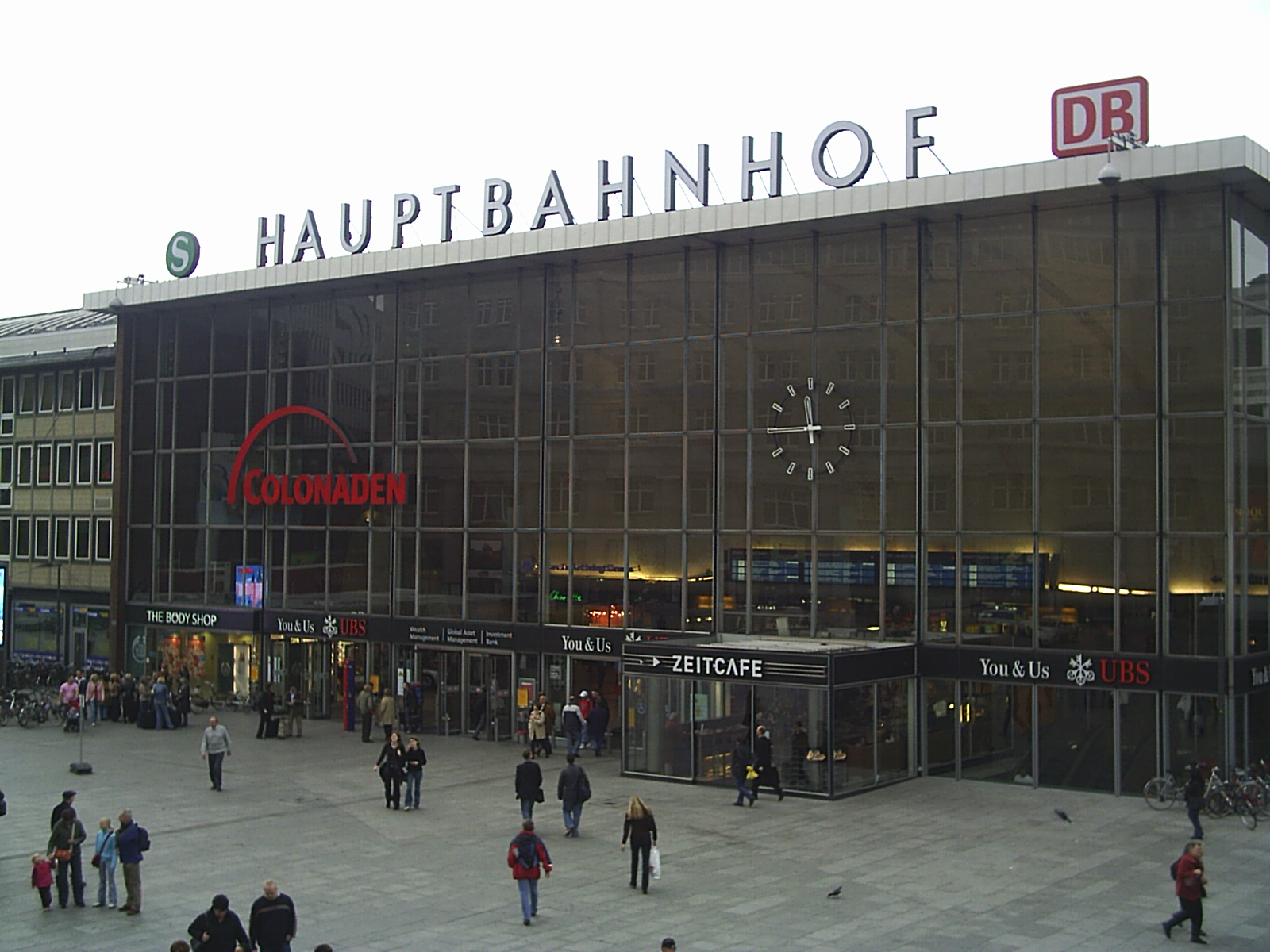
Gare Köln Hbf.

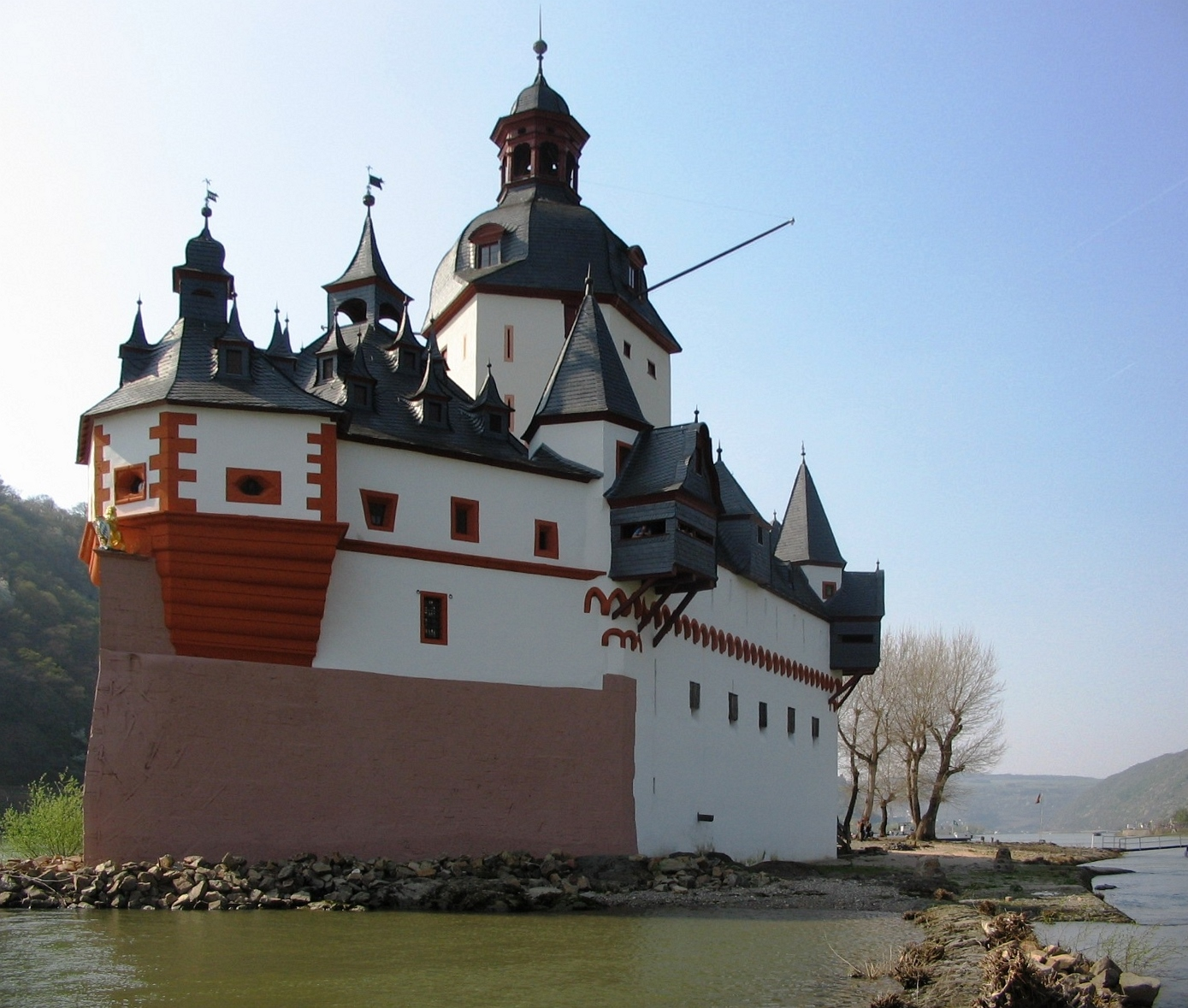
Château Le Pfalz.

### Lieux
- Cologne :
  - Dom de Cologne
  - La gare centrale
  - L'Hohenzollernbrücke
- Train Rheingold entre Cologne et Oberwesel, le long de la ligne ferroviaire du Rhin–rive gauche (de)
- Oberwesel :
  - La gare (de)
- Kaub :
  - Château de Pfalzgrafenstein

## Publication

### Revues
Il a été pré-publié dans le journal Spirou numéros 2841 à 2861 du 23 septembre 1992 au 10 février 1993.

### Album
Cette histoire est publiée en album pour la première fois en 1993 chez Dupuis et connaitra diverses rééditions par la suite. En 2009, elle est intégrée au septième volume de l'Intégrale Yoko Tsuno, Sombres complots,.